# Антао, Серафино
Серафино Антао (англ. Seraphino Antao; 30 октября 1937, Момбаса — 6 сентября 2011, Лондон) — кенийский легкоатлет, выступавший в беге на короткие и средние дистанции и барьерном беге. Участник летних Олимпийских игр 1960 и 1964 годов.

## Биография
Серафино Антао родился 30 октября 1937 года в городе Момбаса в Британской Кении (сейчас в Кении).
В 1958 году участвовал в Играх Британской империи и Содружества наций в Кардиффе. В беге на 100 ярдов выбыл в 1/8 финала с результатом 10,0 секунды, в беге на 220 ярдов — в четвертьфинале (22,2), в эстафете 4х100 ярдов сборная Кении, за которую он выступал, стала последней в полуфинале (43,0).
В 1960 году вошёл в состав сборной Кении на летних Олимпийских играх в Риме. В беге на 100 метров победил в 1/8 финала с результатом 10,64, занял 3-е место в четвертьфинале (10,61) и последнее, 6-е место в полуфинале (10,72), уступив 0,25 секунды попавшему в финал с 3-го места Рэю Нортону из США. В беге на 200 метров победил в 1/8 финала (21,44) и занял 4-е место в четвертьфинале (21,43), уступив 0,22 секунды попавшему в полуфинал с 3-го места Дэвиду Сегалу из Великобритании. В беге на 110 метров с барьерами занял 5-е место в 1/8 финала (15,13), уступив 0,23 секунды попавшему в четвертьфинал с 4-го места Марселю Дюриэзу из Франции.
В 1962 году завоевал две золотых медали на Играх Британской империи и Содружества наций в Перте в беге на 100 ярдов (9,50) и на 220 ярдов (21,1). В эстафете 4х400 ярдов сборная Кении, за которую выступал Антао, заняла 5-е место (3.16,0).

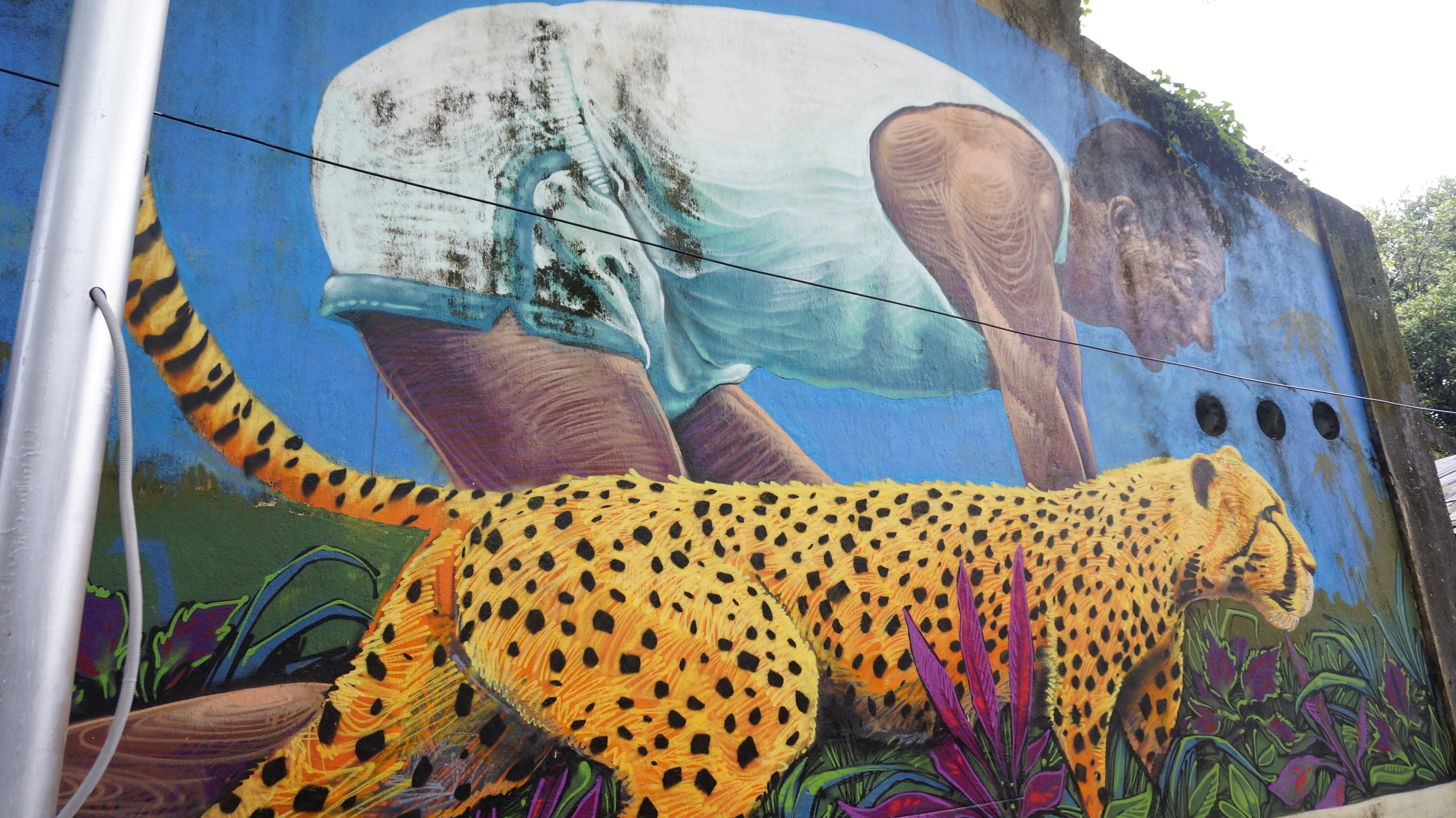
Мурал в Панаджи, изображающий Серафино Антао.

В 1964 году вошёл в состав сборной Кении на летних Олимпийских играх в Токио. В беге на 100 метров занял в 1/8 финала 4-е место (10,79), показав тот же результат, что и попавший в четвертьфинал с 3-го места Билл Эрл из Австралии. В беге на 200 метров занял в 1/8 финала 2-е место (21,52) и последнее, 8-е место в четвертьфинале (22,11), уступив 0,53 секунды попавшему в полуфинал с 4-го места Жоселину Делекуру из Франции. Был знаменосцем сборной Кении на церемонии открытия Олимпиады.
Четырежды выигрывал чемпионат Восточной и Центральной Африки — в 1961 году в Накуру и в 1964 году в Кисуму в беге на 100 и 200 метров. Был рекордсменом Кении на спринтерских дистанциях.
Пять раз был призёром любительского чемпионата Англии: в беге на 100 ярдов завоевал серебро в 1961 году, золото в 1962 году, бронзу в 1964 году, в беге на 200 ярдов — золото в 1962 году и серебро в 1964 году.
После Олимпиады 1964 года перебрался в Лондон.
Умер 6 сентября 2011 года в Лондоне после борьбы с раком.

## Личные рекорды
- Бег на 100 метров — 10,3 (1961)[7]
- Бег на 200 метров — 20,4 (1964)[7]
- Бег на 110 метров с барьерами — 14,3 (1960)[7]

## Семья
Отец — Диого Мануэль, мать — Анна Мария. Имел шесть братьев и сестёр.